# VOO HC Herstal-Flémalle ROC
VOO HC Herstal-Flémalle ROC was een Belgische handbalvereniging.  

## Geschiedenis
In mei 2009 fuseerde ROC Flémalle en VOO HC Herstal. De fusieclub ging verder onder stamnummer 6 (van ROC Flémalle). De eerste ploeg speelde zijn thuiswedstrijden in de omnisporthall Préalle te Herstal, de jeugdploegen speelden echter in de zaal André Cools te Flémalle. Na het seizoen 2012-2013 verdween de club. Het stamnummer werd verder doorverkocht aan Club Handball Grâce-Hollogne dat op zijn beurt in 2019 ook verdween.

## Bekende (ex-)spelers
- Colin Glesner
- Florian Glesner
- Dino Thiam